# Tarago
Tarago è una città negli altopiani meridionali del Nuovo Galles del Sud, in Australia, nella municipalità di Goulburn Mulwaree. Parte della località, che comprende una vasta area di vasti pascoli, si trova sulla sponda orientale del lago George nell'area della municipalità regionale di Queanbeyan-Palerang. La città si trova 39 chilometri a sud della città di Goulburn e 69 chilometri a nord-est di Canberra, la capitale dell'Australia. Si trova sulla strada Goulburn-Braidwood. La città è nota per i recenti progetti di energia rinnovabile nei distretti circostanti.

## Storia
L'area è la terra tradizionale del popolo Ngunnawal, ma è stata anche attraversata da altre tribù che si recavano sulla costa o sul Monaro durante la stagione delle falene di Bogong. Manufatti in pietra risalenti a 20.000 anni fa sono stati trovati nel vicino lago George.
Il lago Bathurst fu scoperto per caso nell'aprile del 1818 durante un viaggio di esplorazione commissionato dal generale Macquarie per trovare un percorso che partisse dall'entroterra per arrivare all'insediamento sulla costa meridionale nella baia di Jervis guidato dall'ispettore generale James Meehan.
La città di Tarago era originariamente conosciuta come Sherwin's Flats, ma la città prese il nome "Tarago", forse una parola aborigena che significa "paese", dalla città attualmente conosciuta come Lake Bathurst, che si trova 7 km a nord di Tarago. Il cambio di denominazione coincise con la costruzione della linea ferroviaria e l'apertura della stazione il 3 gennaio 1884.
La popolazione di Tarago durante il censimento del 2016 era di 426 persone, rispetto ai 531 di quello del 2006; tuttavia, quest'ultimo copriva un'area sostanzialmente più ampia, raggiungendo a nord la Hume Highway. All'interno della città rimangono in uso numerosi edifici storici, tra cui la stazione ferroviaria originale del 1884, la chiesa cattolica di San Giuseppe e il Loaded Dog Hotel, che risale al 1848.

## Siti patrimonio dell'umanità
Tarago ha diversi siti patrimonio dell'umanità, tra cui la stazione ferroviaria.

## Attività mineraria ed energia

### Miniera di Woodlawn
La città di Tarago è a servizio dell'adiacente sito della miniera di Woodlawn. La miniera, attiva dal 1978 al 1998, estraeva oro, argento, rame, piombo e zinco dai depositi che si formavano all'interno del Lachlan Fold Belt. Durante il periodo dell'attività estrattiva, presso la stazione ferroviaria del paese sono stati aggiunti dei binari di raccordo per facilitare il trasferimento dei minerali da e verso il sito. La chiusura della miniera è avvenuta quando l'operatore, Denehurst Limited è stato posto in amministrazione controllata a causa di difficoltà finanziarie e successivamente ha suscitato polemiche quando i diritti salariali dei 160 ex minatori, per un totale di $6,5 milioni, non sono stati pagati.

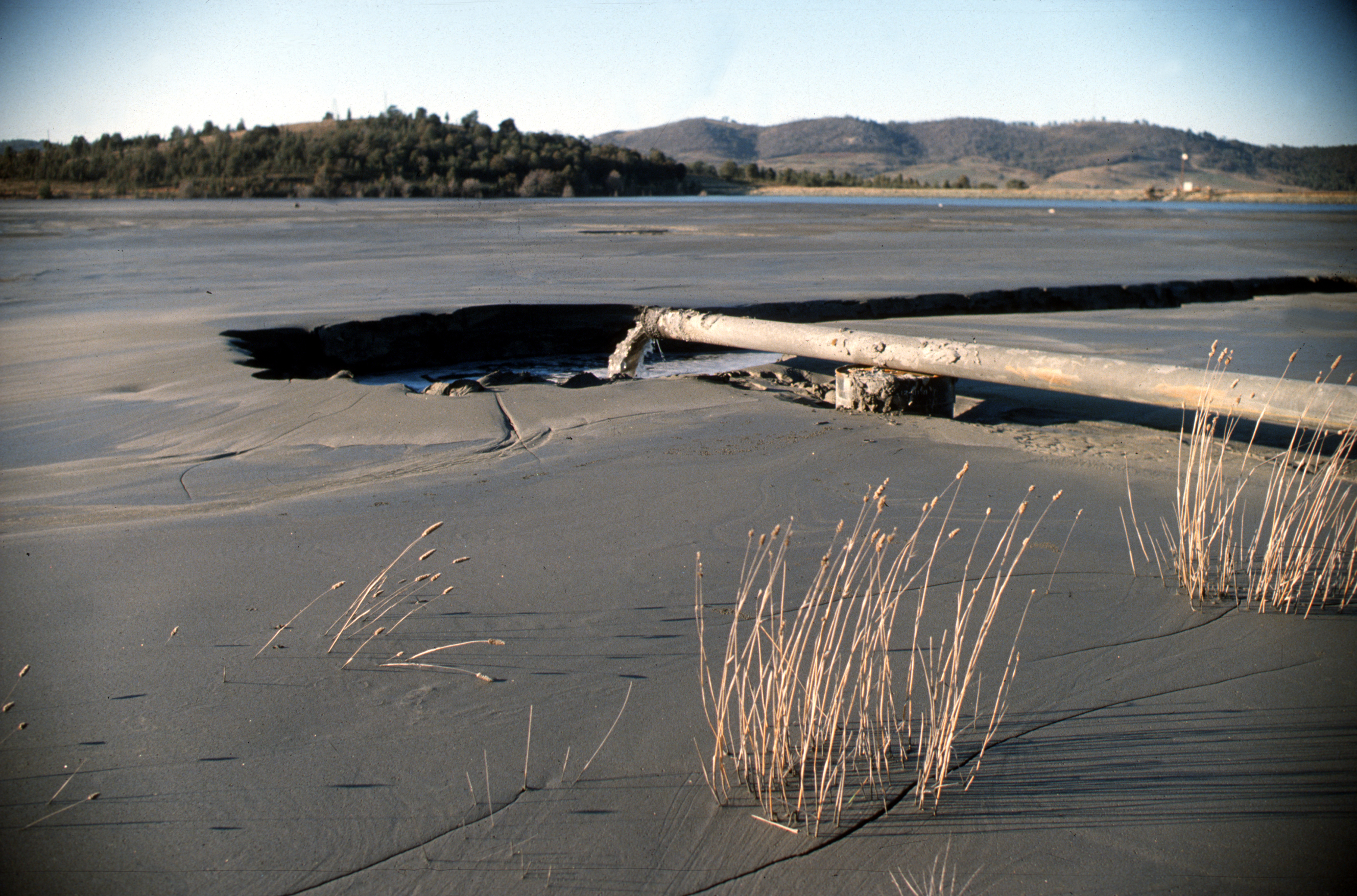
Miniera di Woodlawn

Nel 2012, la società mineraria canadese-australiana TriAusMin ha proposto di riattivare la miniera per poter estrarre minerali nel sito sia dalle tre dighe che dalla miniera sotterranea. L'8 luglio 2013 il governo del Nuovo Galles del Sud ha annunciato che il progetto aveva ricevuto l'approvazione finale, con l'investimento di 126 milioni di dollari che ha creato fino a 140 posti di lavoro.

### Bioreattore di Woodlawn
La società di smaltimento di rifiuti Collex (ora Veolia) aveva esaminato sia il sito di Woodlawn che altri durante gli anni '90 per poter creare un nuovo sito ove depositare i rifiuti di Sydney, e alla fine aveva ottenuto l'approvazione per utilizzare il sito nel 2002. Come parte del loro accordo, Collex ha promesso di pagare i sussidi dei lavoratori. Avevano programmato di far viaggiare sei treni da 55 carrozze a settimana tra una stazione di trasferimento dei rifiuti nel sobborgo Clyde di Sydney e i binari di raccordo della linea ferroviaria di Bombala vicino alla miniera. Questi assorbirebbero, a pieno regime, 400.000 tonnellate di rifiuti putrescibili all'anno, ovvero fino al 20% dei rifiuti di Sydney.
Il progetto è stato molto discusso, soprattutto per quanto riguarda il trasporto dei rifiuti via treno. I residenti di Clyde e della vicina Auburn a Sydney si sono opposti all'approvazione della miniera per motivi ambientali e hanno portato la compagnia in tribunale per cercare di fermare il progetto. Il tribunale per la terra e l'ambiente del Nuovo Galles del Sud si è pronunciato a loro favore, rilevando che la stazione di trasferimento causerebbe notevoli problemi di inquinamento atmosferico. Tuttavia, la decisione della corte è stata ribaltata dal governo del Nuovo Galles del Sud, guidato da Bob Carr, con l'accordo bipartisan di una legislazione speciale. Il governo, nel fare ciò, ha sottolineato la necessità della creazione di una nuova discarica per Sydney e la necessità di pagare i sussidi ai minatori. La miniera è stata finalmente riaperta il 7 settembre 2004 e i minatori che hanno ricevuto i loro sussidi poco dopo. Una stazione di trasferimento intermodale è stata costruita appena fuori dal comune di Tarago, a Crisps Creek .
Oggi, il sito della miniera viene utilizzato per sviluppi nel campo dell'energia verde, pur provvedendo allo smaltimento dei rifiuti di Sydney. I proprietari della miniera, Veolia, intendono iniziare a utilizzare la miniera alla fine del 2007 per raccogliere gas metano e utilizzarlo per l'elettricità per ridurre le emissioni di gas serra della miniera. L'azienda prevede inoltre di utilizzare i rifiuti organici del sito, una volta scomposti, come fertilizzante. Nel 2005, il governo ha anche autorizzato Veolia a costruire un parco eolico da 96 milioni di dollari con 25 torri nel sito, che genererebbe elettricità sufficiente per alimentare 22.000 case. Tuttavia, poiché in quel momento le quote esistenti sui gas serra a livello statale e del Commonwealth venivano rispettate, il progetto è stato rinviato a luglio 2006 fino a quando non fossero stati innalzati gli obiettivi di energia rinnovabile.

### Parco eolico di Woodlawn

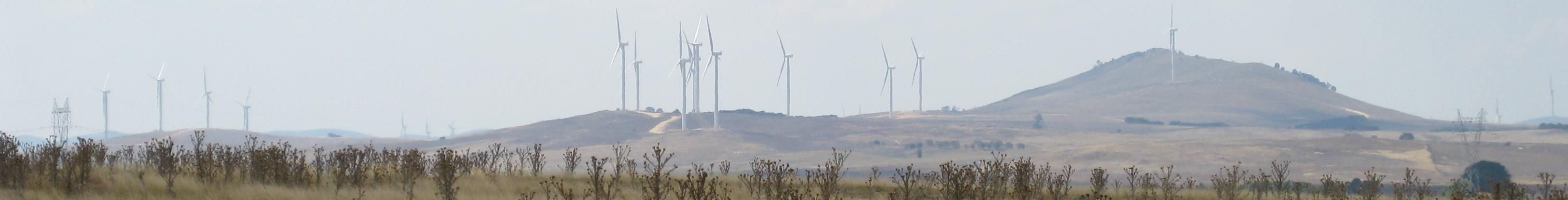
Il parco eolico di Woodlawn

Il parco eolico Woodlawn si trova a circa 4 km a sud-ovest della città. L'impianto, costruito e gestito da Infigen Energy, è costituito da 23 turbine eoliche ed è stato commissionato nel novembre 2011.

## Infrastrutture e trasporti
La stazione ferroviaria di Tarago è servita da sei servizi giornalieri NSW TrainLink Xplorer, tre in ogni direzione, che operano tra Sydney e Canberra.

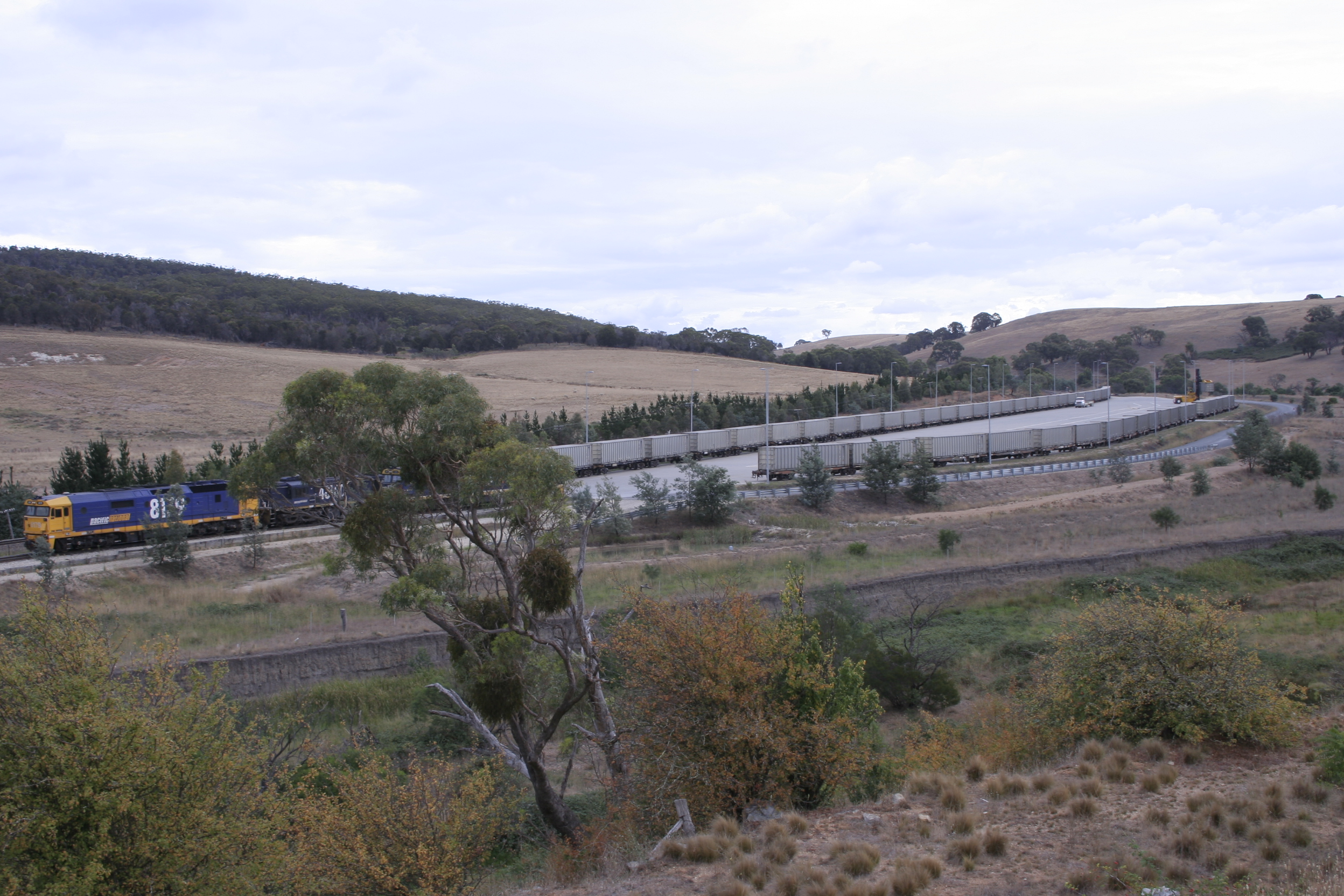
Stazione di trasferimento intermodale

Situata a est del lago George e a nord di Bungendore, Tarago è si trova non lontana dalle Federal Highway e dalle Kings Highway, le principali vie di trasporto su strada della zona. Storicamente, il trasporto ferroviario è stato un importante collegamento per la città. Nell'ottobre 2012, il governo del Nuovo Galles del Sud ha finanziato uno studio sulla potenziale estensione della Main Road 92, migliorata ampiamente tra Nowra e Nerriga nel 2010. Un'opzione considerata in questo studio era quella di migliorare le strade rurali da Nerriga verso ovest attraverso il fiume Shoalhaven e fino a Tarago, per poi arrivare a sud fino alla Kings Highway a Bungendore. Tuttavia, la riattivazione della miniera di Woodlawn ha portato a un maggiore interesse per lo studio, con l'operatore della miniera che ha indicato il trasporto su strada come l'opzione prediletta per spostare il suo prodotto nei porti sulla costa, aumentando significativamente il numero di veicoli pesanti che utilizzano strade locali.

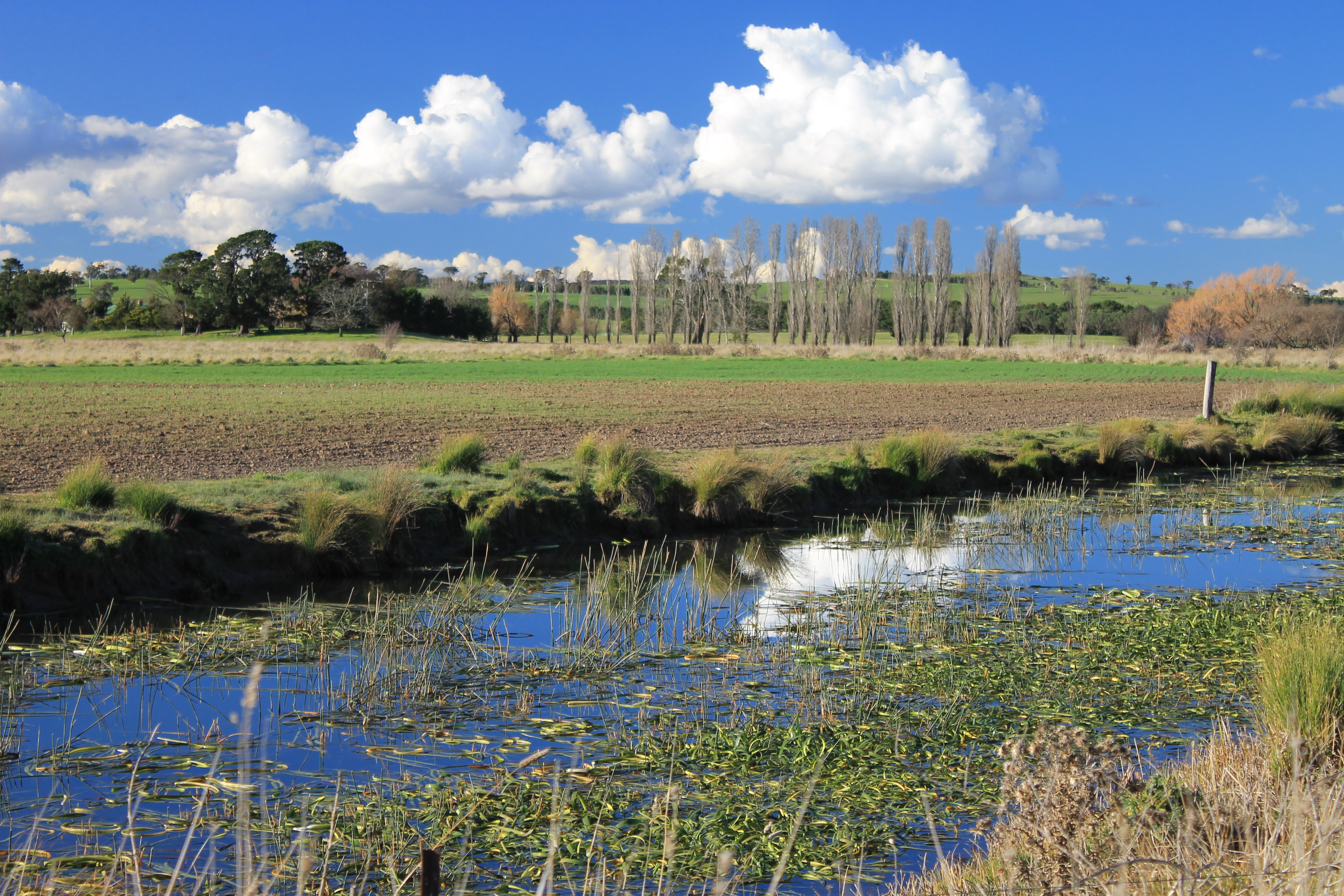
Agricoltura a Tarago.
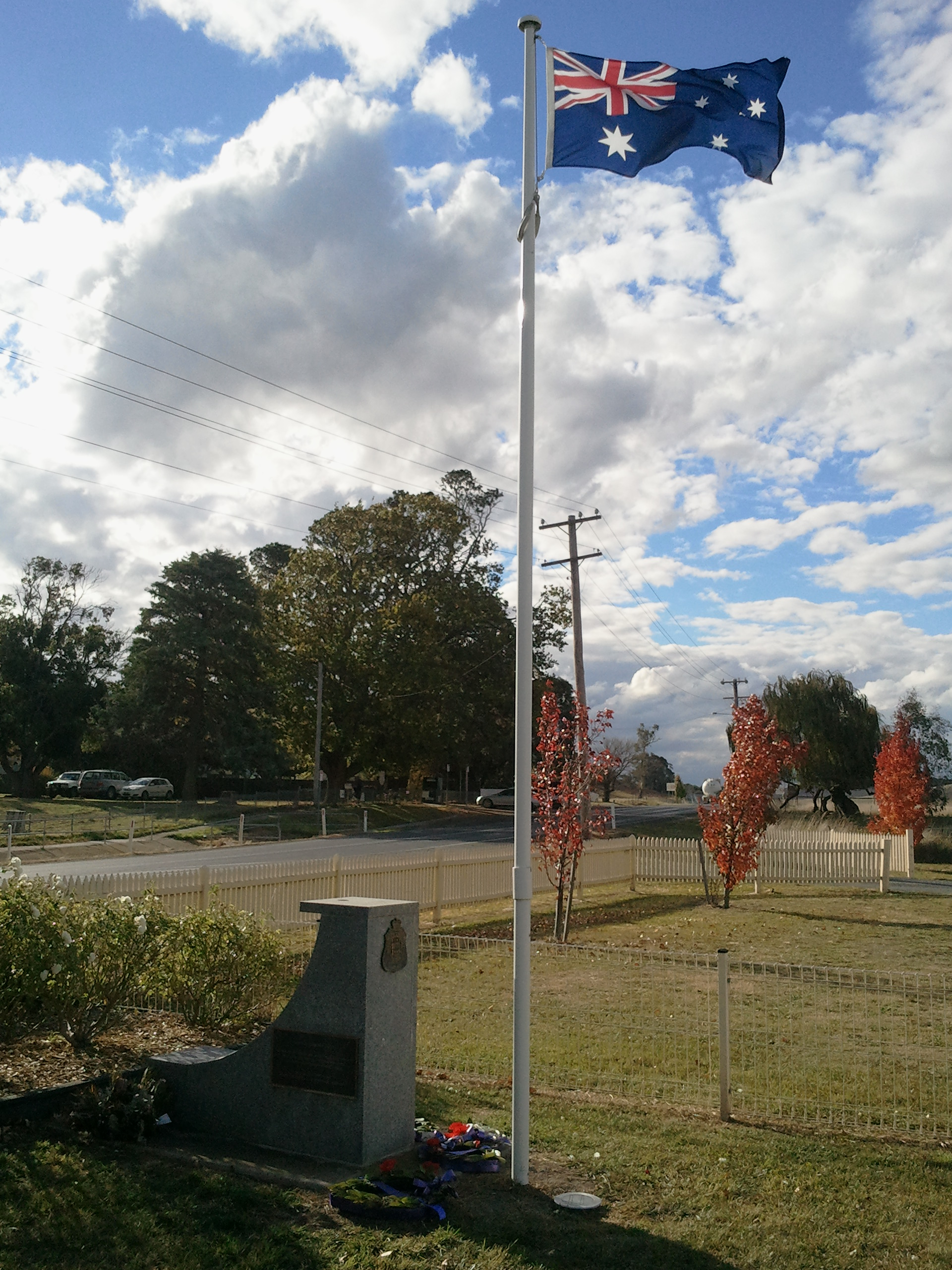
Tarago, monumento ai caduti.